# Calumma oshaughnessyi
Espèce
Synonymes
- Chamaeleo oshaughnessyi Günther, 1881

Statut de conservation UICN

 VU B1ab(iii) : Vulnérable
Statut CITES
Calumma oshaughnessyi est une espèce de sauriens de la famille des Chamaeleonidae.

## Répartition
Cette espèce est endémique de Madagascar.

## Étymologie
Cette espèce est nommée en l'honneur d'Arthur William Edgar O'Shaughnessy.

## Publication originale
- Günther, 1881 : Seventh Contribution to the Knowledge of the Fauna of Madagascar. Annals and magazine of natural history, sér. 5, vol. 7, p. 357-360 (texte intégral).